# TT35
| G29 | k · n | Aa1 · n | M23 | A51 |

| G29 | k · n | Aa1 · n | M23 | A51 |

TT35 (Theban Tomb 35) è la sigla che identifica una delle Tombe dei Nobili ubicate nell’area della cosiddetta Necropoli Tebana, sulla sponda occidentale del Nilo dinanzi alla città di Luxor, in Egitto. Destinata a sepolture di nobili e funzionari connessi alle case regnanti, specie del Nuovo Regno, l'area venne sfruttata, come necropoli, fin dall'Antico Regno e, successivamente, sino al periodo Saitico (con la XXVI dinastia) e Tolemaico.

## Titolare
TT35 Era la tomba di:
| Titolare   | Titolo                | Necropoli       | Dinastia/Periodo         | Note                                                                                              |
| ---------- | --------------------- | --------------- | ------------------------ | ------------------------------------------------------------------------------------------------- |
| Bakenkhons | Primo Profeta di Amon | Dra Abu el-Naga | XIX dinastia (Ramses II) | nella valle (uadi) dietro la parte meridionale del villaggio, sulla collina a sud-est della TT158 |

## Biografia
Figlio di Roma (TT283), Primo Profeta di Amon, e di sua moglie, a sua volta indicata come Roma, Cantatrice di Amon, ebbe per moglie Meretseger che portava il titolo di Capo dell'harem di Amon

## La tomba
TT35 si sviluppa, come altre tombe del medesimo periodo, in forma di "T" capovolta. Ad un breve corridoio, in cui il dipinto parietale rappresenta il defunto e la moglie in offertorio mentre una scimmia si nasconde sotto la sedia di Meretseger e due uccelli "ba" sono posati su uno scrigno, segue un corridoio trasversale alle cui estremità si trovano statue del defunto e di sua moglie, da un lato in atto di ricevere offerte e nell'altro nell'atto di offrirle a loro volta alla dea Hathor, Signora dell'Occidente. Un secondo corridoio dà accesso a una lunga sala, in cui sono rappresentate liste di offerte e scene liturgiche, che termina in una nuova lunga camera al cui fondo si trovano due statue assise non iscritte.

### Annotazioni
1. ↑  La prima numerazione delle tombe, dalla numero 1 alla 253, risale al 1913 con l’edizione del "Topographical Catalogue of the Private Tombs of Thebes" di Alan Gardiner e Arthur Weigall. Le tombe erano numerate in ordine di scoperta e non geografico; ugualmente in ordine cronologico di scoperta sono le tombe dalla 253 in poi.
2. ↑  I campi della Duat, ovvero l'aldilà egizio, si trovavano, secondo le credenze, proprio sulla riva occidentale del grande fiume.
3. ↑  Nella sua epoca di utilizzo, l'area era nota come "Quella di fronte al suo Signore" (con riferimento alla riva orientale, dove si trovavano le strutture dei Palazzi di residenza dei re e i templi dei principali dei) o, più semplicemente, "Occidente di Tebe".
4. ↑  le Tombe dei Nobili, benché raggruppate in un'unica area, sono di fatto distribuite su più necropoli distinte.
5. ↑  Le note, sovente di inquadramento topografico della tomba, sono tratte dal "Topographical Catalogue" di Gardiner e Weigall, ed. 1913 e fanno perciò riferimento alla situazione dell'epoca.

### Fonti
1. 1 2  Porter e Moss 1927,  pp. 29-30.
2. ↑  Gardiner e Weigall 1913.
3. ↑  Donadoni 1999,  p. 115.
4. ↑  Gardiner e Weigall 1913,  pp. 18-19.
5. ↑  Jansen 1993, Carriera di Bekhekhons, prete egizio (http://www.journals.uchicago.edu/doi/10.1086/373624).
6. ↑  Porter e Moss 1927,  pp. 61-63.
7. ↑  Porter e Moss 1927,  p. 62.